# Silva Jose Reinaldo Fernandes
Silva Jose Reinaldo Fernandes (sinh ngày 28 tháng 12 năm 1976) là một cầu thủ bóng đá người Brasil.

## Sự nghiệp câu lạc bộ
Silva Jose Reinaldo Fernandes đã từng chơi cho Shonan Bellmare và Verdy Kawasaki.

## Thống kê
| 2000     | Shonan Bellmare | J. League 2 | 0 | 0 | 0 | 0 | 0 | 0 | 0 | 0 |
| 2000     | Tokyo Verdy     | J. League 1 | 0 | 0 | 0 | 0 | 0 | 0 | 0 | 0 |
| Quốc gia | Nhật Bản        | Nhật Bản    | 0 | 0 | 0 | 0 | 0 | 0 | 0 | 0 |
| Tổng số  | Tổng số         | Tổng số     | 0 | 0 | 0 | 0 | 0 | 0 | 0 | 0 |